# JIN (ミュージシャン)
JIN（ジン）は、大阪府高槻市出身の音楽プロデューサー。音楽家、作曲家、作詞家、編曲家、DJ、ミックスエンジニア。映像監督、ライブの演出、映画プロデューサーやITの開発なども手がける。株式会社ハイスピードボーイの代表取締役社長。実弟に自身がプロデュースを手掛けるGReeeeNのリーダーHIDEがいる。

## 人物
GReeeeNの総合プロデューサー。
「NICK」、「High Speed Boyz」のボーカル、元Pay money To my Painのギタリストとして活動。その傍ら、音楽プロデューサー、作詞・作曲家、エンジニアとしてGReeeeN、whiteeeen、ROTTENGRAFFTY、BACK-ON、2BACKKAなどメジャー、インディーズを問わずアーティストをプロデュース。
他にも、ゆず、タッキー&翼、NEWS、ジャニーズWEST、GENERATIONS from EXILE TRIBE、松坂桃李、横浜流星などのアーティストや俳優へ楽曲提供、アレンジを行っている。その他、GReeeeNのライブ製作、演出、興行の主催なども行う。

## 来歴

### ミュージシャンとして
中学2年生の時、父親にテストで全教科満点を取ることを条件に買ってもらったシンセサイザーで音楽活動にのめり込むようになる。
2004年Pay money To my Painにギタリストとして加入（2008年4月に脱退）。
2009年9月にはロックバンド「High Speed Boyz」のボーカルとしてメジャー・デビュー。
また、IXNO image LABORATORYの藤田恒三と共に東京mania rocks名義でのDJとしても活動していた。

### 音楽プロデューサーとして
2007年にGReeeeNがメジャー・デビューしてからはプロデューサー業にも活動の場を広げている。
2008年、GReeeeN、BACK-ONと共に、コラボレーション・ユニット「BAReeeeeeeeeeN」に参加、プロデュース。2009年には初めて女性アーティスト/外国人のユンナ、2010年には、モデルminiのプロデュースを手掛ける。ゆずとは共同作曲が多く、2013年に「イロトリドリ」、2014年に「ヒカレ」、2017年に「タッタ」を制作。また、ジャニーズ事務所所属アイドルに楽曲提供することも多く、2010年にNEWSの4枚目のアルバム「LIVE」、2013年に「4+FAN」、2018年に「HAPPY ENDING」、「恋する惑星」の作詞・作曲を担当。2020年にはジャニーズWESTの6枚目のアルバム「W trouble」に収録されている「HEY!!!!!!!」を作曲。
その他SoulJaとの共作、BENNIE Kのunityでのギター参加、GUNDOG、Agitato、その他数多くのインディーズ作品にプロデューサー、エンジニアとして関わる。
2017年にはストリートダンスバトルイベント「DANCE ALIVE HERO'S」の音響プロデューサーを担当。
GReeeeN映画プロジェクト『キセキ -あの日のソビト-』（2017年公開）、『愛唄 -約束のナクヒト-』（2019年公開）では音楽プロデューサーを担当。『キセキ -あの日のソビト-』では第41回日本アカデミー賞優秀音楽賞を受賞。『愛唄 -約束のナクヒト-』では共同プロデューサーとしても参加。
2022年、GENERATIONS from EXILE TRIBEのメンバーでもある関口メンディーが主演を務めたABEMAオリジナル連続ドラマ『覆面D』の主題歌にも起用された楽曲・「愛傷」を作曲。
2024年、登録者数200万人以上のYouTuber、『Lazy Lie Crazy』に楽曲を提供。

## 他アーティストへの提供作品
※GReeeeN、ROTTENGRAFFTY、BACK-ONの作品は割愛
あ行
宇都宮隆
- 「Love chase 〜夢を越えて〜」（作詞）

か行
粉ミルク
- 「メザメ」（作曲）

さ行
シクラメン
「ブチコメ‼」（共同作詞・作曲）
GENERATIONS from EXILE TRIBE
- 「愛傷」（作曲）

ジャニーズWEST
- ｢HEY!!!!!!!｣（作詞・作曲）

jealkb
- 「DEAD LOCK」（作詞・作曲）

SPEED
- 「指環」（共同作詞）

た行
タッキー&翼
- 「Billions of You」（作曲）

2BACKKA
- 「ナミダ」（作詞・作曲）
- 「ハレバレ」（作詞・作曲）

でんぱ組.inc
- 「超絶ウルトラ☆HAPPY DAYS」（作詞・作曲）

な行
NEWS
- 「LIVE」（作詞・作曲）
- 「4+FAN」（作詞・作曲）
- 「HAPPY ENDING」（作詞）
- 「恋する惑星」（作詞・作曲）

は行
BAReeeeeeeeeeN
- 「足跡」（編曲）

PKCZ
- 「GLAMOROUS」（MIX）

紘毅
- 「君が大好きで feat. 與真司郎（AAA）」（共同作曲）

ベッキー♪#
- 「ヤルキスイッチ」（作曲）
- 「春風ラブレター」（作曲）
- 「MY FRIEND 〜ありがとう〜」（作曲）
- 「A/W 〜あなたとわたし〜」（作曲）

whiteeeen
- 「恋のテンキヨホウ」（作詞）
- 「メロディー」（作曲）
- 「ハニートースト」（作曲・編曲）
- 「あの頃〜ジンジンバオヂュオニー〜」（作詞）
- 「ハートの魔法」（作曲）

ま行
mini
- 「Special memory」（作詞・作曲）
- 「GiRLS SPiRiT」（作詞・作曲）

メロ☆ライド
- 「スタープラチナ」（共同作詞）

morioni（森友嵐士、鬼龍院翔）
- 「サヨナラは歩き出す」（作曲・編曲）

や行
jyA-Me
- 「Love Letter ～永遠の幸せ～」（作曲）
- 「Fallin'feat. Reuben Cannon」（作曲）
- 「favorite cruisin' feat. JUN（from CLIFF EDGE）」（作曲）
- 「so-fly」（作曲）
- 「ESSENCE of LOVE」（作曲）
- 「1.2.3...」（作曲）

ゆず
- 「イロトリドリ」（共同作曲）
- 「ヒカレ」（共同作曲）
- 「タッタ」（共同作曲）

ユンナ
- 「GIRL」（作詞）
- 「SUNDAY」（作詞・作曲）
- 「好きなんだ」（作詞・作曲）

横浜流星
- 「今日もいい天気 feat. Rover（ベリーグッドマン）」（作詞・作曲）

ら行
Lazy Lie Crazy
- 「ちょうどいい」（サウンドプロデュース）

## 映画
- 『キセキ -あの日のソビト-』(2017年1月28日)　音楽プロデュース
- 『愛唄 -約束のナクヒト-』(2019年1月25日)　共同プロデュース

## 受賞歴
- 『キセキ -あの日のソビト-』 - 第41回日本アカデミー賞 優秀音楽賞